# Aymen Mathlouthi
  Aymen Mathlouthi  (àrab: أيمن المثلوثي)  (Tunis, 14 de setembre de 1984) és un futbolista tunisià de la dècada de 2010.
Fou internacional amb la selecció de Tunisia amb la qual participà en la Copa del Món de futbol de 2018.
Pel que fa a clubs, destacà a Étoile du Sahel.